# マルドナド
マルドナド（スペイン語: Maldonado）はウルグアイ南部に位置するマルドナド県の県都で、人口は5万4,603人（2004年）。国道39号線で南のプンタ・デル・エステと結ばれ、この町とやはり南のピナーレス – ラス・デリシア、北のラ・ソンリーサなどと都市圏を形成する。北隣りのサン・カルロスとは13km離れている。

## 概要
マルドナドは1755年にモンテビデオ知事であったJoaquin de Vianaによって開設された。1757年に入植した永住者104人を迎えると街の基盤ができた。もともとの名はマルドナドであったが、フェルナンド6世 (スペイン王)によってサン・フェルナンド・デ・マルドナドという名に変更された時期がある。
| 年   | 人口（人） |
| ---- | ---------- |
| 1963 | 15,372     |
| 1975 | 22,762     |
| 1985 | 33,535     |
| 1996 | 48,936     |
| 2004 | 54,603     |

### ダーウィンの卵
1832年7月26日から8月19日まで、ダーウィンを乗せたイギリス海軍のビーグル号がモンテビデオに投錨した。ダーウィンは周辺のバイア・ブランカ（アルゼンチン）などで標本採集をしている。マルドナドでは鳥類やは虫類を大量に集めた。
ダーウィン生誕200年記念の2009年、ビーグル号に積まれた卵の標本がイギリスの博物館で初めて見つかり、マルドナドで採ったという記録も確認された。